# Vương quốc Elleore
Elleore, tên chính thức Vương quốc Elleore (tiếng Đan Mạch: Kongeriget Elleore) là một vi quốc gia nằm trên hòn đảo Elleore, gần đảo Zealand của Đan Mạch.

## Lịch sử
Trong thời kỳ Đức chiếm đóng Đan Mạch, hòn đảo đã được mua bởi một nhóm giáo viên trường học Copenhagen vào năm 1944 để sử dụng làm trại hè. Họ tuyên bố hòn đảo một Vương quốc độc lập, có cấu trúc chính phủ và truyền thống hoàng gia như của Đan Mạch. Nó đã tuyên bố rằng tổ tiên của vương quốc đã tìm đến một "xã hội tu viện của các tu sĩ Ailen đã đến đây vào giữa thế kỷ thứ 10."
Trước năm 1944, hòn đảo được biết đến chủ yếu là địa điểm mà bộ phim gây tranh cãi Løvejagten được quay vào năm 1907.
Nhiều truyền thống đặc biệt của vương quốc đã phát triển trong những thập kỷ tiếp theo, bao gồm lệnh cấm tiểu thuyết Robinson Crusoe và sử dụng "Giờ chuẩn Elleore", chậm hơn 12 phút so với giờ Đan Mạch. Nhiều tên địa danh trên đảo, "chính phủ" của vương quốc và các tước hiệu được coi là "quý tộc" của nó là sự tương đồng với Đan Mạch.
Vương quốc đã in một số tem và tiền.

## Địa lý và nhân khẩu
Hòn đảo được ước tính có diện tích khoảng 15.000 mét vuông (3,7 mẫu Anh). Elleore không có tiền tiết kiệm cho một cuộc họp mặt thường niên kéo dài một tuần với sự tham dự của hàng chục "công dân" và được gọi là "Elleuge" (có nghĩa là "Tuần lễ Elle"). Lễ đăng quang của vị vua trị vì diễn ra vào thời điểm này. Thủ đô là thị trấn Maglelille, chỉ được xây dựng trong tuần cư trú.

## Danh sách vua chúa
Elleore có sáu quân chủ kể từ khi thành lập:
- Erik I (1945–1949)
- Leo I den Lille (1949–1960)
- Erik II den Storartede (1961–1972)
- Leo II den Folkekære (1972–1983)
- Leodora den Dydige (1983–2003)
- Leo III (2003–)[2]